# Liste von Yunus-Emre-Moscheen
Eine Yunus-Emre-Moschee (türkisch Yunus Emre Camii) trägt ihren Namen in Erinnerung an den türkischen Dichter Yunus Emre. Yunus Emre (um 1249 bis 1321) gilt als Vorkämpfer des Sufismus und der türkischen Dichtung in Anatolien.

## Yunus-Emre-Moscheen in deutschsprachigen Ländern

### Deutschland

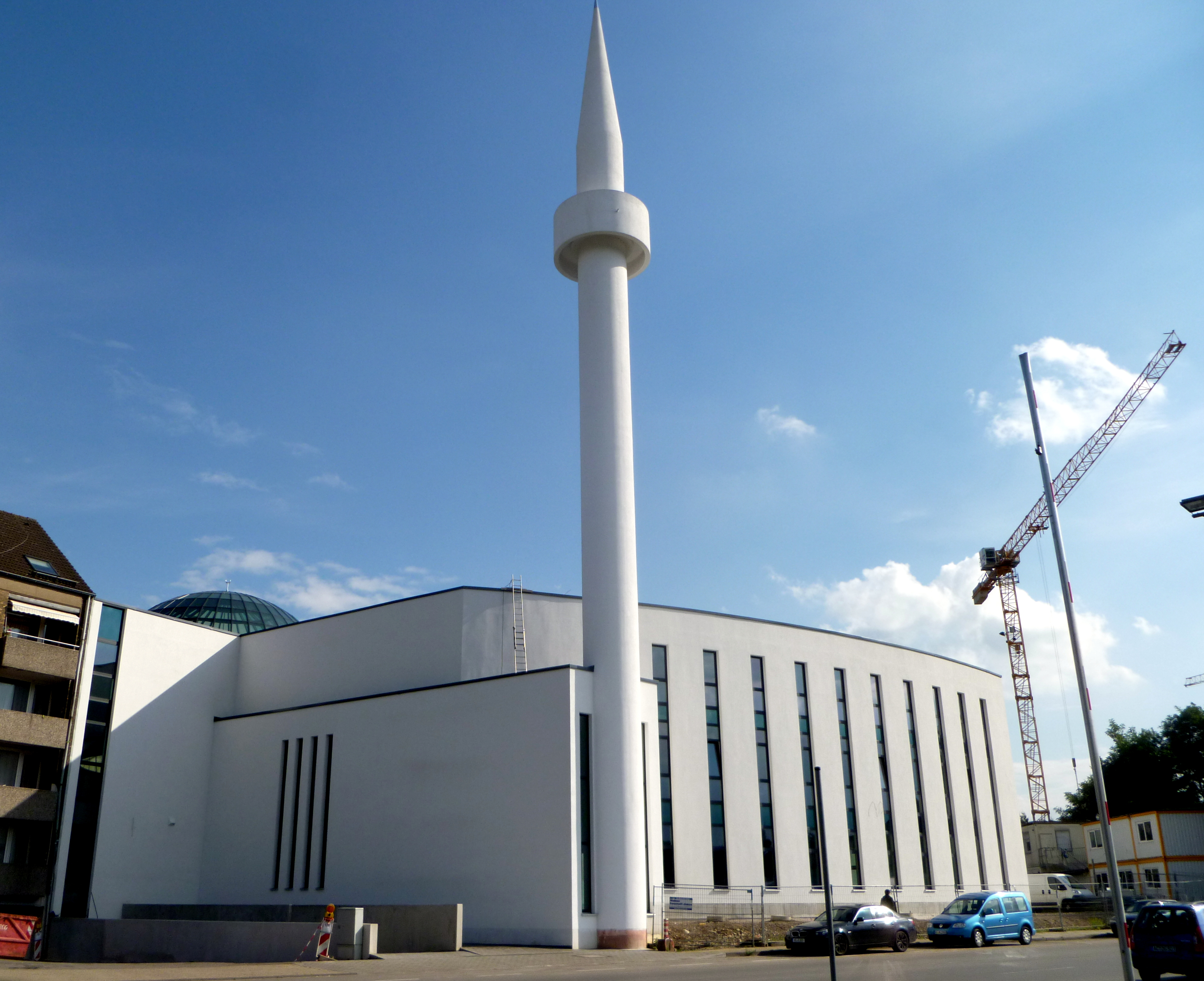
Yunus-Emre-Moschee Aachen (DITIB)

- Yunus-Emre-Moschee Aachen, Moscheeplatz, Aachen, Türkisch-Islamische Union der Anstalt für Religion (DİTİB)[1]
- Yunus Emre-Moschee Bad Dürkheim, Weinstraße Süd, Bad Dürkheim
- Yunus-Emre-Moschee Bad Zwischenahn, Mühlenstraße, Bad Zwischenahn
- Yunus-Emre-Moschee Berlin, Reinickendorfer Straße, Berlin
- Yunus-Emre-Moschee Berlin-Wedding, Utrechter Straße, Berlin
- Yunus-Emre-Moschee Biedenkopf, Industriestraße, DİTİB
- Yunus-Emre-Moschee Bielefeld, Wörthstraße, Bielefeld, ATIB
- Yunus Emre-Moschee Bottrop, Nordringstraße, Bottrop
- Yunus-Emre-Moschee Dortmund, Dörwerstraße, Dortmund-Nette
- Yunus-Emre-Moschee Duisburg-Berg Kirchen, Stahlstraße, Duisburg
- Yunus-Emre-Moschee Duisburg-Meiderich, Vohwinkelstraße, Duisburg[2]
- Yunus-Emre-Moschee Esslingen, Rennstraße, Esslingen, DİTİB
- Yunus-Emre-Moschee Forchheim, Haidfeldstraße, Forchheim[3]
- Yunus-Emre-Moschee Hamm, Hülskamp, Hamm[4]
- Yunus-Emre-Moschee Immenstadt im Allgäu, Untere Kolonie
- Yunus-Emre-Moschee Krefeld, Obergath / Am Saxhof, Krefeld-Stahldorf, DİTİB[5]
- Yunus-Emre-Moschee Landshut, DİTİB
- Yunus-Emre-Moschee Mainz, Rheingauwall, Mainz[6]
- Yunus-Emre-Moschee Reutlingen, Wörthstraße, Reutlingen, DİTİB[7]
- Yunus-Emre-Moschee Heilbronn, Austraße, Heilbronn
- Yunus-Emre-Moschee Wuppertal, Wülfratherstraße, Wuppertal

### Österreich
- Yunus-Emre-Moschee Wels, Salzburgerstraße, Wels

## Yunus-Emre-Moscheen in weiteren Ländern
Türkei
- Yunus-Emre-Camii, Ankara, Ortslage
- Yunus-Emre-Camii, Karaman
- Yunus Emre Beyaz Camii, Meram, Konya